# Duane Eubanks
Duane Eubanks (Philadelphia, 24 januari 1969) is een Amerikaanse jazztrompettist en componist van de postbop.

## Biografie
Als jongere broer van gitarist Kevin Eubanks en trombonist Robin Eubanks, groeide hij op in een muzikale omgeving, waaraan zijn moeder Vera, een pianolerares en oom Ray Bryant hun bijdrage leverden. Net als zijn broer Kevin leerde hij trompet, maar bleef er toen ook bij. Hij heeft ook een tweelingbroer Shane Eubanks die trombone speelt. Hij studeerde bedrijfskunde aan de Universiteit van Maryland (waar hij speelde in de universitaire jazzband en daarbij Stanley Turrentine, Charles Fambrough en Shirley Scott begeleidde) en vervolgens jazztrompet aan de Temple University, waar hij ook werd onderwezen door Johnny Coles. Hij volgde ook masterclasses van Billy Taylor en Wynton Marsalis.
Daarna verhuisde hij naar New York, waar hij zijn eigen kwartet oprichtte en in 1997 met zijn broer Robin Wake Up Call opnam. In 1999 bracht hij zijn eerste album My Shining Hour uit bij TCB Records, waarin hij ook zijn eigen composities interpreteerde en speelde en waarop ook Antonio Hart en zijn broer Robin meespeelden, evenals de bevriende pianist Orrin Evans, Avishai Cohen en Ralph Peterson. Hart en Robin Eubanks spelen ook op zijn vervolgalbum Second Take (TCB Records, 2001).
Hij speelde met Illinois Jacquet (met wiens bigband hij in 1991 in Europa toerde), Oliver Lake (in diens bigband), Elvin Jones, Randy Brecker, Nicholas Payton, Benny Golson, Mulgrew Miller (in diens band Wingspan), Curtis Fuller, Donald Byrd, James Moody en buiten de jazz met onder andere Alicia Keys, Phyllis Hyman en The Temptations. Hij speelde ook in de Loud Minority Big Band van Frank Foster, in de bigbands van Roy Hargrove, Jason Lindner en Lionel Hampton en het Next Legacy Orchestra.
Als vroege muzikale inspiratie noemt hij Clifford Brown, Lee Morgan en Wayne Shorter.
Hij speelde in Dave Holland's Big Band op de Grammy Award-albums What Goes Around (2002) en Overtime (2005). Momenteel (2019) leidt hij zijn eigen kwintet, waartoe Abraham Burton, Anthony Wonsey, Gerald Cannon en Chris Beck behoren.
Hij gaf les aan het Brooklyn Conservatory of Music en aan het Oberlin College.

## Privéleven
Hij is getrouwd, heeft twee kinderen en woont in New York.
- Bibliothèque nationale de France: cb16985923j (data)
- Gemeinsame Normdatei: 135124824
- International Standard Name Identifier: 0000 0000 5588 9338
- Library of Congress Control Number: no2005020365
- MusicBrainz: 0933be42-f063-44b8-95b4-27ae2217a012
- Virtual International Authority File: 79978668
- WorldCat: E39PBJqqBF4PjmfFR7wRmhRR8C